# Jack Pumpkinhead of Oz
Jack Pumpkinhead of Oz (1929) é o vigésimo-terceiro livro sobre a terra de Oz criada por L. Frank Baum e o nono escrito por Ruth Plumly Thompson. Foi ilustrado por John R. Neill.